# 帕科兹德
帕科兹德，是匈牙利费耶尔州所辖的一个村。总面积43.30平方公里，总人口3141，人口密度72.5人/平方公里（2011年1月1日）。